# Yergevanits
Yergevanits (en armeni: Երգեվանք), és una fortalesa en ruïna de l'època medieval situada a la part alta d'una muntanya, en la riba esquerra del ric-afluent Tavuix Aghnja a l'oest de la població d'Aygedzor de la província de Tavuix d'Armènia. La fortalesa pertany als segles X - XIII.

## Història
A la fi del segle xix el bisbe Makar Berkhudaryants es va referir a ella en aquests termes:
| « | ... encara queden parets de la fortalesa. Encara que el castell està envoltat de penya-segats profunds, coberts d'espessos arbusts, goles estretes i fissures, el lloc no és tan inatacable. L'aigua a la fortalesa procedia d'una fonta de la vall del costat oest. En aquest congost, on hi ha enormes nogueres, es troben les ruïnes d'un antic poble amb un cementiri. | » |

 També l'esmenta l'historiador armeni Kirakos Gandzaketsi:
| « | ... Al monestir, que ell pròpiament va erigir, anomenat Horanashatom (ja que hi ha moltes esglésies, d'aquí el seu nom (Horanashat (Arm) -. "Una gran quantitat d'Horani", és a dir, arcs, altars) ..), que està contra la fortalesa Yergevanits al darrere de Gardman, va construir una magnífica estructura... | » |